# Erva fadada
A erva fadada é uma planta mágica da mitologia portuguesa que tem o poder de engravidar donzelas que toquem nela. A erva fadada é referida em xácaras e romances medievais como o de Dona Ausenda ou em contos populares.
"À porta de Dona Ausenda está uma erva fadada;

mulher que ponha mão nela logo se sente pejada."
- in «Romanceiro», Almeida Garret, 1853

## Dona Ausenda
De acordo com Almeida Garret, no seu «Romanceiro», no capítulo dedicado à xácara de D.ª Ausenda, fica-se a saber que será das xácaras mais antigas do romanceiro português, remontando presumivelmente ao período da ocupação mourisca.
Embora na época de Garret a xácara já estivesse a cair em desuso, cerceando-se às regiões circatejanas da Estremadura e do Alto Alentejo, faz alusões a marcos arquitectónicos do Norte do país, denomindadamente, a ponte da Aliviada, em Marco de Canaveses.  
Na época de Garret, o título desta xácara já dava pelo nome espúrio de D.ª Ausência, um antropónimo demarcadamente erróneo, porquanto Garret afiança que tal nome nunca existiu em Portugal e que a correcta grafia se tratará certamente de Ausenda (ou Auzenda), nome medieval português com larga expressão em registos históricos. 

## Superstições europeias análogas
De acordo com Almeida Garret, no seu Romanceiro, no Tomo II, pág. 172, num romance asturiano encontra-se um verso semelhante ao da xácara de D.ª Ausenda, com alusões a uma erva mágica com as mesmissímas propriedades:

«Hay una yerba en el campo
que se llama la borraja;
toda mujer que la pisa
luego se siente prenada.
Na sua obra «O povo portuguez nos seus costumes, crenças e tradições», Teófilo Braga correlaciona a erva fadada à «La yerba que extravia» e à «L’herbe qui égare» dos folclores medievais espanhóis e franceses, respectivamente. Ambos os termos significam a «erva que tresmalha;a erva que desencaminha; a erva que faz perder». 
Faz ainda alusão ao feto, que na Turíngia era comummente designado por irrkraut ("a erva que faz perder"), sendo a planta, especialmente a sua semente, usada para fazer feitiços de amor e amavios.Curiosamente, no folclore tradicional português, também se atribuía às sementes do feto, mais concretamente as que fossem colhidas na noite de São João, a susceptibilidade de serem usadas na preparação de amavios ou amuletos com propriedades amorosas.
Inclusive se encontram alusões a esta crença popular, em cantigas do século XIX, da região do porto:

 Meu amor não vás a Avintes/
Nem para lá tomes o jeito/
Olha que as moças de lá/
Trazem a semente do feito
Há ainda um paralelo relevante, que não foi feito por Teófilo Braga, mas que é feito por Véronique Barrau, na sua obra «Les Plantes des Fées et des autres esprits de la nature», em que equaciona todas estas ervas mágicas já aludidas, e ainda acrescenta o exemplo do Zabutko, proveniente do folclore russo.

### No folclore francês
No folclore francês há  amplas referências a esta erva, que dá por muitos nomes, desde «l'herbe qui egare»  (ou d’égaille em Vendée), «herbe de la détourne» (erva do desvio), «herbe d’oubli» (na Bretanha) (lit. erva do esquecimento), «herbe qui détourne» (lit. erva que desencaminha), «herbe d’écart» (lit. erva do afastamento), «herbe de la détorne» (lit. erva do extravio) e ainda «Herbe de Fourvoiement» (lit. erva das encruzilhadas) em obras do século XVII.
No folclore francês, a erva que desencaminha, tem a propriedade de fazer com que quem a pise se perca no caminho, errando às cegas por entre os bosques, ou que fique encantado sob a maldição de repetir sempre o mesmo trajecto em círculos, voltando sempre a encontrá-la, até que quebre o círculo vicioso, deixando de a pisar.
Na tradição folclórica francesa a única outra  maneira de desfazer o encanto desta erva era revirar os bolsos e as vestes do avesso, superstição que, por sinal, também tem reflexo na superstição tradicional portuguesa, onde o acto de revirar a roupa do avesso tem o efeito de proteger contra os malefícios lançados pelas bruxas.
Na tradição francesa esta erva encontra-se associada às fadas, marcando a entrada secreta para o mundo feérico, daí que quem a pise se sinta perdido, porque se vê transportado para um mundo apartado do mundo dos Homens.Esta também é uma referência pertinente, para paralelizar com o conceito português, que- afinal de contas- designa a sua versão desta planta como «erva fadada» portanto, em lídimo ensejo de se interpretar como "erva das fadas", sendo certo que não se deve descartar a interpretação, igualmente lídima,  de "erva do fado ou do destino".
Sendo certo que houve inúmeros antropólogos e estudiosos  franceses que tentaram rastrear concretamente que planta real corresponderia à «herbe d'égare», o facto é nunca se chegou a um consenso.

### Interpretação historiográfica
Teófilo Braga relembra ainda que na idiomática das línguas neolatinas, incluindo a língua portuguesa, os termos «perdida» e «perdição» podem encerrar uma conotação alusiva à conduta moral indevida ou à promiscuidade sexual de uma pessoa, e não apenas a um sentido literal de desnortear-se. Concretamente, fora prática comum usar o eufemismo "mulheres perdidas" para designar prostitutas, no século XIX e antes, não só em Portugal, mas também em Espanha,  França e em inúmeras partes da Europa. 
Ainda nesta linha de conta, será pertinente notar que, na era medieval, dava-se às prostitutas e às mulheres promíscuas, em geral, o ápodo de "ervoeira", o que denota a simbologia eufemística do português medieval em associar o conceito de "ervas" às relações sexuais ilícitas. Na mesma toada, é igualmente digno de nota o conceito de "filho das ervas", eufemismo medieval português para designar os filhos bastardos de pai desconhecido, que, por sinal, tem uma ligação semântica por demais evidente com a noção e o mito associado às ervas fadadas.
É certo que, seja num sentido literal de perda física ou num sentido figurado de perda moral, há vários paralelos deste conceito da "erva fadada" nos folclores europeus coevos do folclore português.

## Análise sociológica do mito
O mito da erva fadada cumpria, portanto, um papel tríplice na tradição oral portuguesa. 
Por um lado, tinha uma finalidade análoga aos contos do caralho-de-asas, que se encontram na tradição oral brasileira, que seria o de dar uma etiologia à paternidade desconhecida ou não assumida. Neste sentido, relevam os términos eufemísticos, mas pejorativos, dados aos filhos bastardos no português medieval, que eram:  «filho das ervas» ou ainda «filho das tristes ervas», «filho das malvas» e «filho das ervas e neto das águas correntes», que, por sinal, se coligam tematicamente com o mito da erva fadada. Em rigor, o conceito de «erva fadada» cumpria uma função social de procurar desculpar ou aligeirar o estigma social atribuído às mulheres que engravidassem em contexto de adultério, mormente o tipo de adultério praticado por mulher solteira, atribuindo uma causa sobrenatural e incontrolável àquela gravidez indesejada.
Por outro lado, o mito da erva fadada tem a função de dar manifesto literário a um receio que pertencia ao imaginário da mulher medieval e, ulteriormente, à mulher portuguesa de outras épocas do passado lusitano, que era o de se ver grávida, por meios inteiramente alheios ao seu controlo, no seio de uma sociedade que atribuía um enorme e pesado estigma às mães solteiras e, fundamentalmente, que incidia uma ênfase monumental ao aspecto da castidade feminina, como uma prerrogativa fulcral da noção de honra e dignidade da sua pessoa em sociedade. Nesse sentido, xácaras como a da D.ª Ausenda, em que a protagonista se vê grávida, por artes que lhe são completamente desconhecidas e estão manifestamente fora do seu domínio e controlo, podem revestir-se de contornos tétricos que, à partida, poderão não ser imediatamente perceptíveis numa leitura superficial do texto.
Por último, pode cumprir uma função de escarmento, ou seja, de conto exemplar, que tinha o objectivo de incutir na sociedade da época determinados valores, lições morais ou normas de conduta. Neste caso, destaca-se a função de infundir nas raparigas o preceito cultural fulcral da castidade, como prerrogativa da sua honra e da sua boa imagem perante a sociedade; bem como da prática do casamento por conveniência, para poupar as jovens à maternidade solteira, por haver um estigma tanto para com a mãe como para com o filho bastardo. 